# دیرالزور
دیرالزور (به عربی: دير الزور) (به سریانی: ܕܝܪܐ ܙܥܘܪܬܐ) یکی از شهرهای کشور سوریه است. این شهر مرکز استان دیرالزور است. این شهر در کرانه رود فرات قرار دارد.

## جنگ داخلی سوریه

### اعتراضات (۲۰۱۱–۲۰۱۲)
دیر الزور یکی از اولین شهرهایی بود که تظاهرات بزرگی را شاهد بود. تظاهرات در ۱۵ مارس ۲۰۱۱ در شهر آغاز شد که اولین روز حرکت اعتراضات بود که معترضان خواستار برکناری بشار اسد از قدرت شدند. در ۱۵ آوریل ۲۰۱۱، علی‌رغم استفاده از گلوله‌های زنده توسط نیروهای دولتی سوریه و شبه نظامیان حامی آن، تظاهرات بزرگی از ورزشگاه شهر آغاز شد.
در تظاهرات روز جمعه، ۲۲ آوریل ۲۰۱۱ (ششمین جمعه در تاریخ انقلاب سوریه) مجسمه باسل اسد مورد اصابت گلوله قرار گرفته بود تا آن زمان دولت سوریه نسبت به اعتراضات دیر الزور به دلیل ماهیت قبیله‌ای آن‌ها و اندازه منطقه آن‌ها و حضور مقادیر زیادی سلاح در آن از زمان جنگ عراق محتاط عمل کرده بود. هنگامی که تظاهرات کنندگان به سمت مجسمه باسل اسد حرکت کردند، نیروهای امنیتی تنها در هوا شلیک کردند. گفته می‌شود در آن روز به تظاهر کنندگان شلیک نشده و از پایین انداختن مجسمه نیز جلوگیری شده‌است، زیرا فرماندهان امنیتی نمی‌دانستند اگر یکی از معترضان کشته شود مردم چه واکنشی نشان می‌دهند.
نیروهای ارتش سوریه در اوت ۲۰۱۱ کنترل کامل این شهر را به دست گرفتند، اما ارتش آزاد سوریه (وابسته به ائتلاف ملی نیروهای انقلابی و مخالف سوریه) در ژوئن ۲۰۱۲ دوباره کنترل شهر را به دست گرفت.

### تصرف داعش
با آغاز سال ۲۰۱۴، داعش، الحاق دیرالزور را به آنچه که دولت اسلامی عراق و شام نامیده بود، اعلام کرد و بخشی از نیروهای ارتش سوریه در بخش کوچکی از شهر تحت محاصره باقی ماندند. دیر الزور به مدت بیش از دو سال یکی از معدود سنگرهای دولت سوریه در شرق سوریه بود.
ستیزه‌جویان دولت اسلامی در ماه مه سال ۲۰۱۵ حمله‌ای را آغاز کرده و شهر باستانی پالمیرا را تصرف کردند و خط تأمین باقیمانده به دیرالزور را قطع کردند. پس از آن این شهر به‌طور مؤثر تحت محاصره داعش قرار گرفت و دولت سوریه وسایل مورد نیاز به دیرالزور را تنها توسط هلیکوپتر حمل و نقل تحویل می‌داد. داعش از طریق حمله روزانه به پایگاه هوایی دیر الزور در تلاش بود که تأمین منابع مورد نیاز شهر را متوقف کند. با این حال، اقدامات داعش با تلاش‌های گارد ریاست جمهوری سوریه به فرماندهی عصام زهرالدین شکست خورد.
از ۱۰ آوریل ۲۰۱۶ تا ۳۱ اوت ۲۰۱۷ برنامه جهانی غذا از طریق یک سرویس هوایی در ارتفاع زیاد، مواد غذایی و وسایل اساسی امدادی را در این شهر تأمین می‌کرد. هواپیمای روسی و سیستم‌های چتربازی ایل ۷۶ که توسط کانادا، آمریکا و روسیه تهیه شده بود، در کل ۸۰۱۵ پالت، با وزن متوسط ۷۵۴ کیلوگرم، هر کدام به داخل شهر محاصره دیرالزور پرواز کردند. در طول دوره عملیاتی ۳۰۹ پرواز انجام شده بود.
در اوایل سپتامبر ۲۰۱۷، ارتش سوریه با عبور از السخنه به پادگان محاصره شده رسید. کمی پس از آن، محاصره دیر الزور و همچنین محاصره فرودگاه شهر شکسته شد. این شهر تا ۳ نوامبر ۲۰۱۷ به‌طور کامل تحت کنترل ارتش سوریه درآمد.
از ۸ سپتامبر ۲۰۱۷ تا ۲۳ مارس ۲۰۱۹ یک عملیات نظامی در شرق رود فرات به رهبری نیروهای دموکراتیک سوریه و نیروهای آمریکایی در برابر آخرین سنگر دولت اسلامی در سوریه آغاز شد. این مبارزه با پیروزی قاطع SDF و متحدان آن به پایان رسید و منجر به تسخیر کل قلمرو داعش در استان دیرالزور پس از اتمام نبرد باغوز فوقانی شد.

## آب و هوا
دیرالزور در سامانه طبقه‌بندی اقلیمی کوپن با اقلیم بیابانی طبقه‌بندی می‌شود.
| داده‌های اقلیم Deir Ezzor (1952-2004) | داده‌های اقلیم Deir Ezzor (1952-2004) | داده‌های اقلیم Deir Ezzor (1952-2004) | داده‌های اقلیم Deir Ezzor (1952-2004) | داده‌های اقلیم Deir Ezzor (1952-2004) | داده‌های اقلیم Deir Ezzor (1952-2004) | داده‌های اقلیم Deir Ezzor (1952-2004) | داده‌های اقلیم Deir Ezzor (1952-2004) | داده‌های اقلیم Deir Ezzor (1952-2004) | داده‌های اقلیم Deir Ezzor (1952-2004) | داده‌های اقلیم Deir Ezzor (1952-2004) | داده‌های اقلیم Deir Ezzor (1952-2004) | داده‌های اقلیم Deir Ezzor (1952-2004) | داده‌های اقلیم Deir Ezzor (1952-2004) |
| ماه                                  | ژانویه                               | فوریه                                | مارس                                 | آوریل                                | مه                                   | ژوئن                                 | ژوئیه                                | اوت                                  | سپتامبر                              | اکتبر                                | نوامبر                               | دسامبر                               | سال                                  |
| ------------------------------------ | ------------------------------------ | ------------------------------------ | ------------------------------------ | ------------------------------------ | ------------------------------------ | ------------------------------------ | ------------------------------------ | ------------------------------------ | ------------------------------------ | ------------------------------------ | ------------------------------------ | ------------------------------------ | ------------------------------------ |
| میانگین بیش‌ترین °C (°F)              | ۱۲٫۵ (۵۵)                            | ۱۵٫۲ (۵۹)                            | ۱۹٫۶ (۶۷)                            | ۲۵٫۸ (۷۸)                            | ۳۱٫۹ (۸۹)                            | ۳۷٫۲ (۹۹)                            | ۴۰٫۳ (۱۰۵)                           | ۳۹٫۸ (۱۰۴)                           | ۳۵٫۸ (۹۶)                            | ۲۹٫۵ (۸۵)                            | ۲۰٫۷ (۶۹)                            | ۱۴٫۰ (۵۷)                            | ۲۶٫۹ (۸۰٫۳)                          |
| میانگین کم‌ترین °C (°F)               | ۲٫۳ (۳۶)                             | ۳٫۷ (۳۹)                             | ۶٫۸ (۴۴)                             | ۱۲٫۰ (۵۴)                            | ۱۷٫۲ (۶۳)                            | ۲۲٫۳ (۷۲)                            | ۲۵٫۴ (۷۸)                            | ۲۴٫۸ (۷۷)                            | ۲۰٫۳ (۶۹)                            | ۱۴٫۱ (۵۷)                            | ۷٫۳ (۴۵)                             | ۳٫۲ (۳۸)                             | ۱۴٫۱ (۵۷٫۴)                          |
| بارندگی میلی‌متر (اینچ)               | ۲۸٫۲ (۱٫۱۱)                          | ۲۵٫۳ (۱)                             | ۲۷٫۱ (۱٫۰۷)                          | ۱۹٫۸ (۰٫۷۸)                          | ۸٫۵ (۰٫۳۳)                           | ۰٫۵ (۰٫۰۲)                           | ۰٫۴ (۰٫۰۲)                           | ۰ (۰)                                | ۰٫۲ (۰٫۰۱)                           | ۶٫۰ (۰٫۲۴)                           | ۱۴٫۷ (۰٫۵۸)                          | ۲۵٫۳ (۱)                             | ۱۵۶ (۶٫۱۶)                           |
| میانگین روزهای بارندگی               | ۸                                    | ۹                                    | ۷                                    | ۵                                    | ۳                                    | ۰                                    | ۰                                    | ۰                                    | ۰                                    | ۲                                    | ۴                                    | ۶                                    | ۴۴                                   |
| منبع: World Weather Information      |                                      |                                      |                                      |                                      |                                      |                                      |                                      |                                      |                                      |                                      |                                      |                                      |                                      |

## نگارخانه

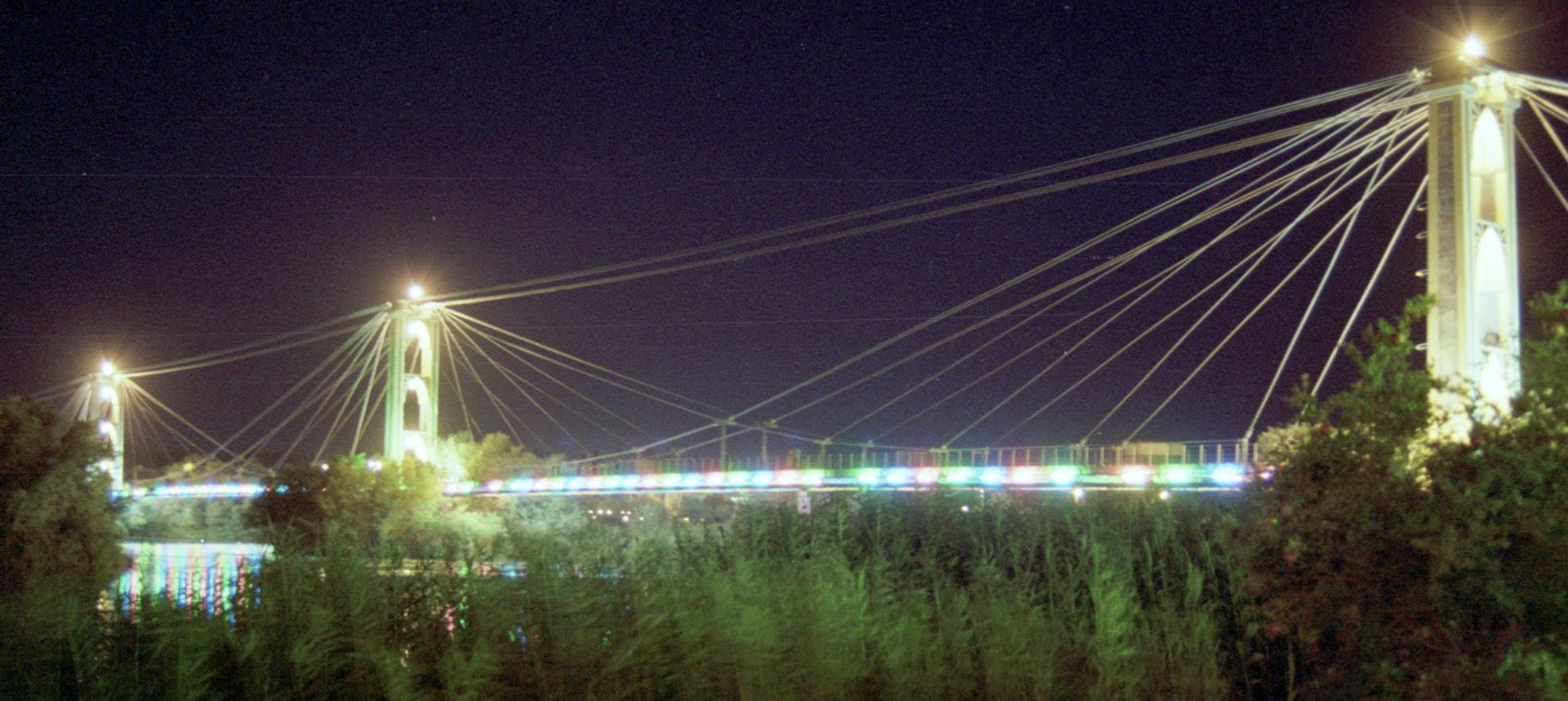
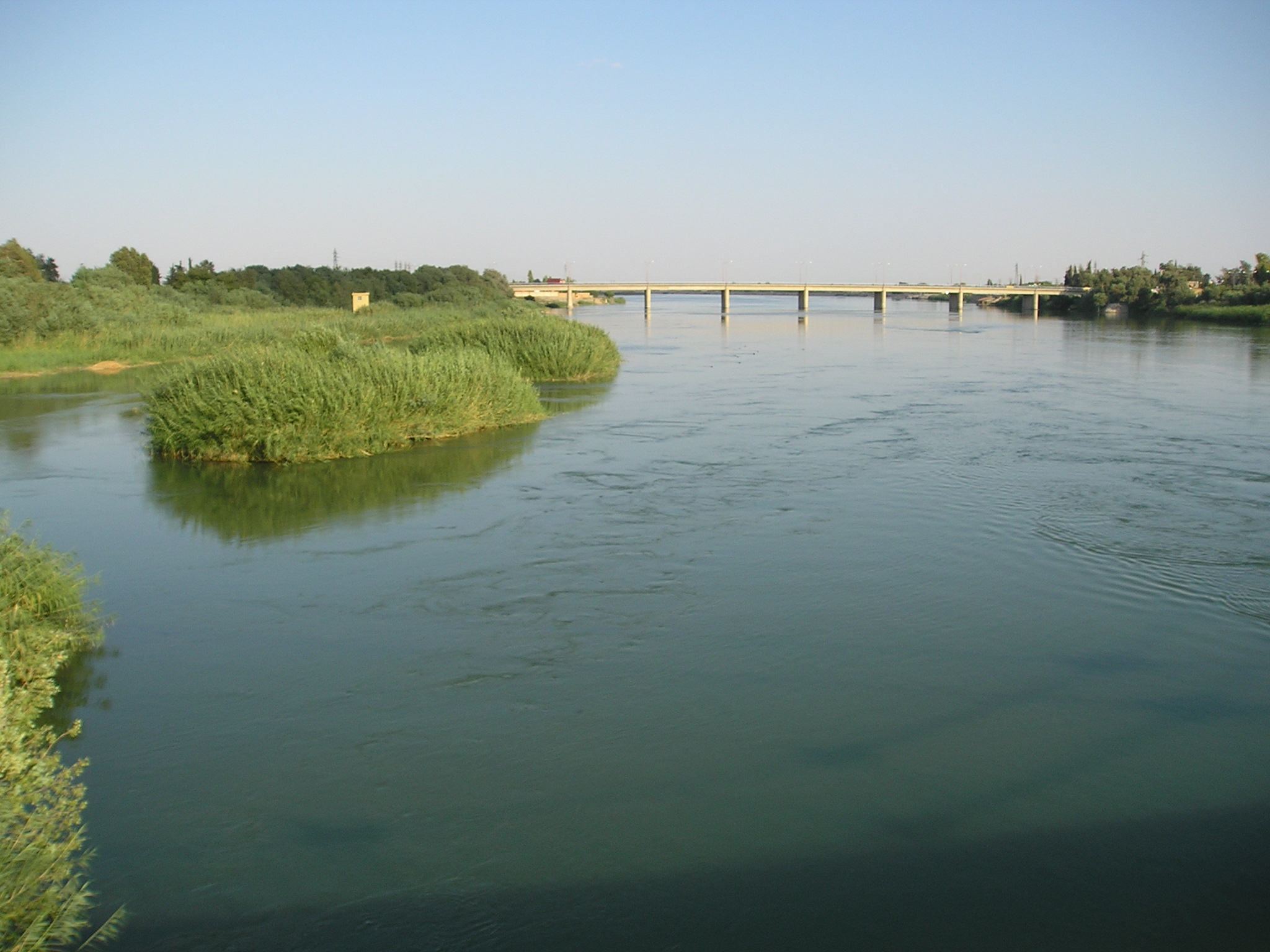
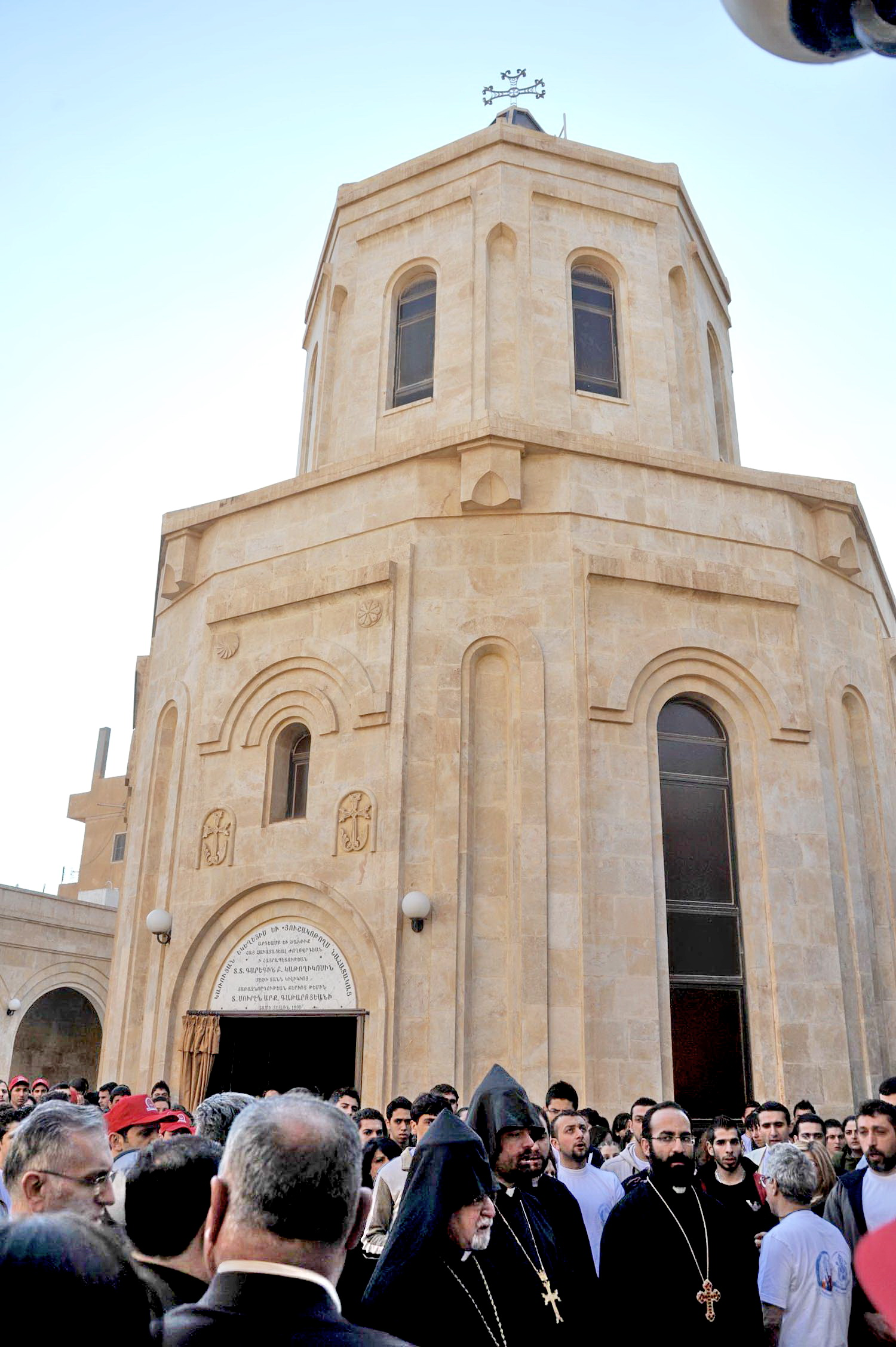
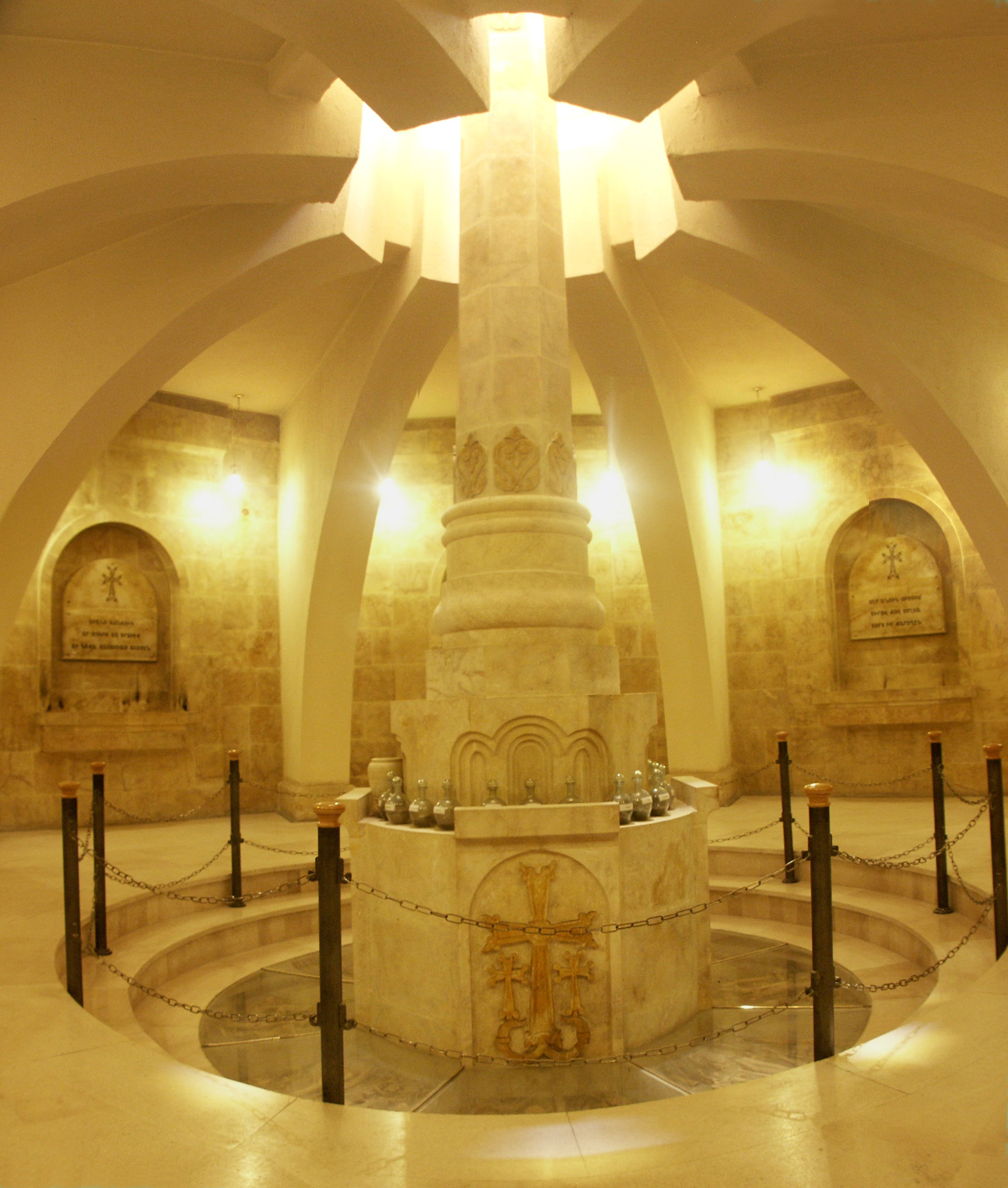
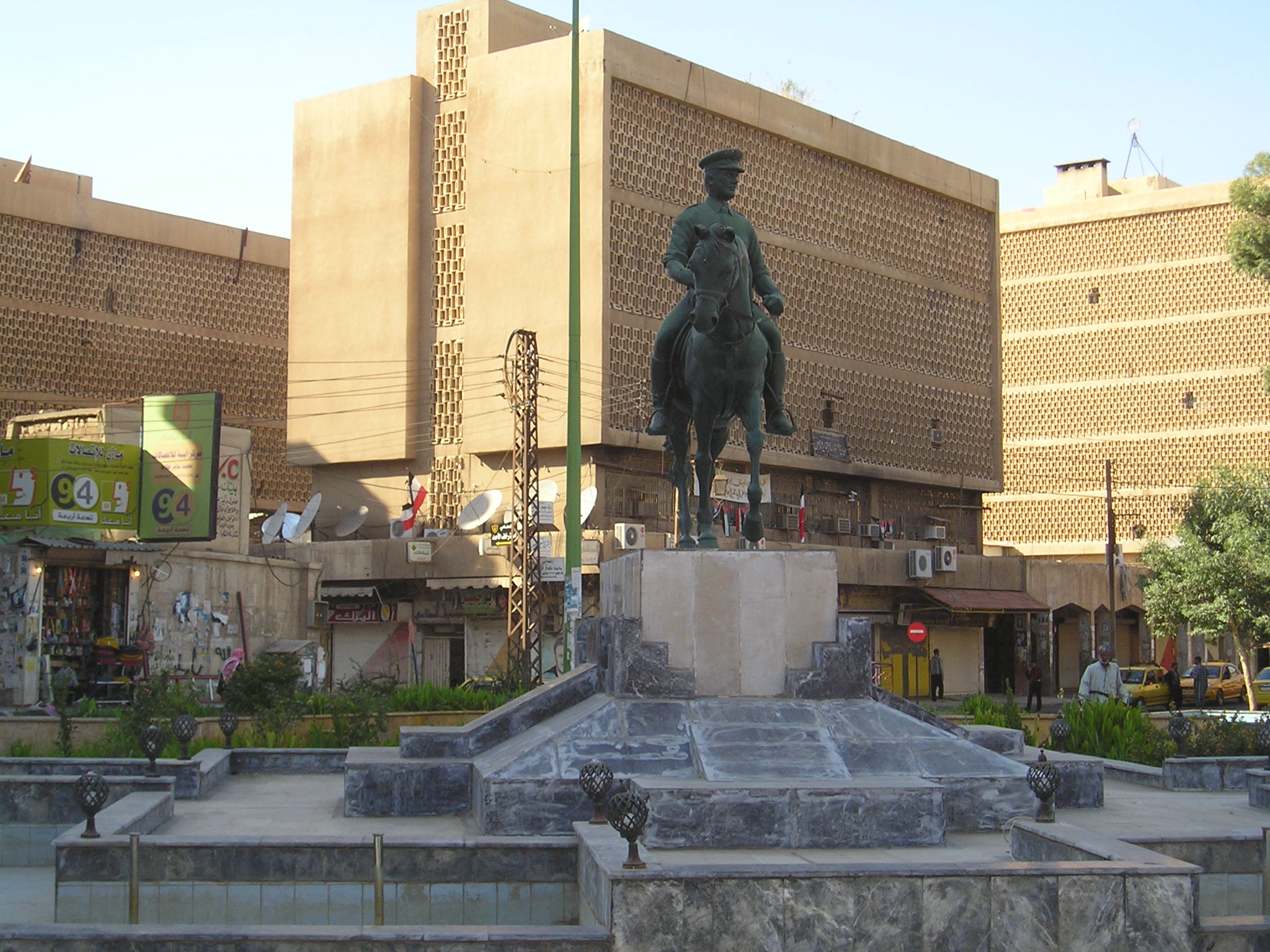